# 雷射水平儀

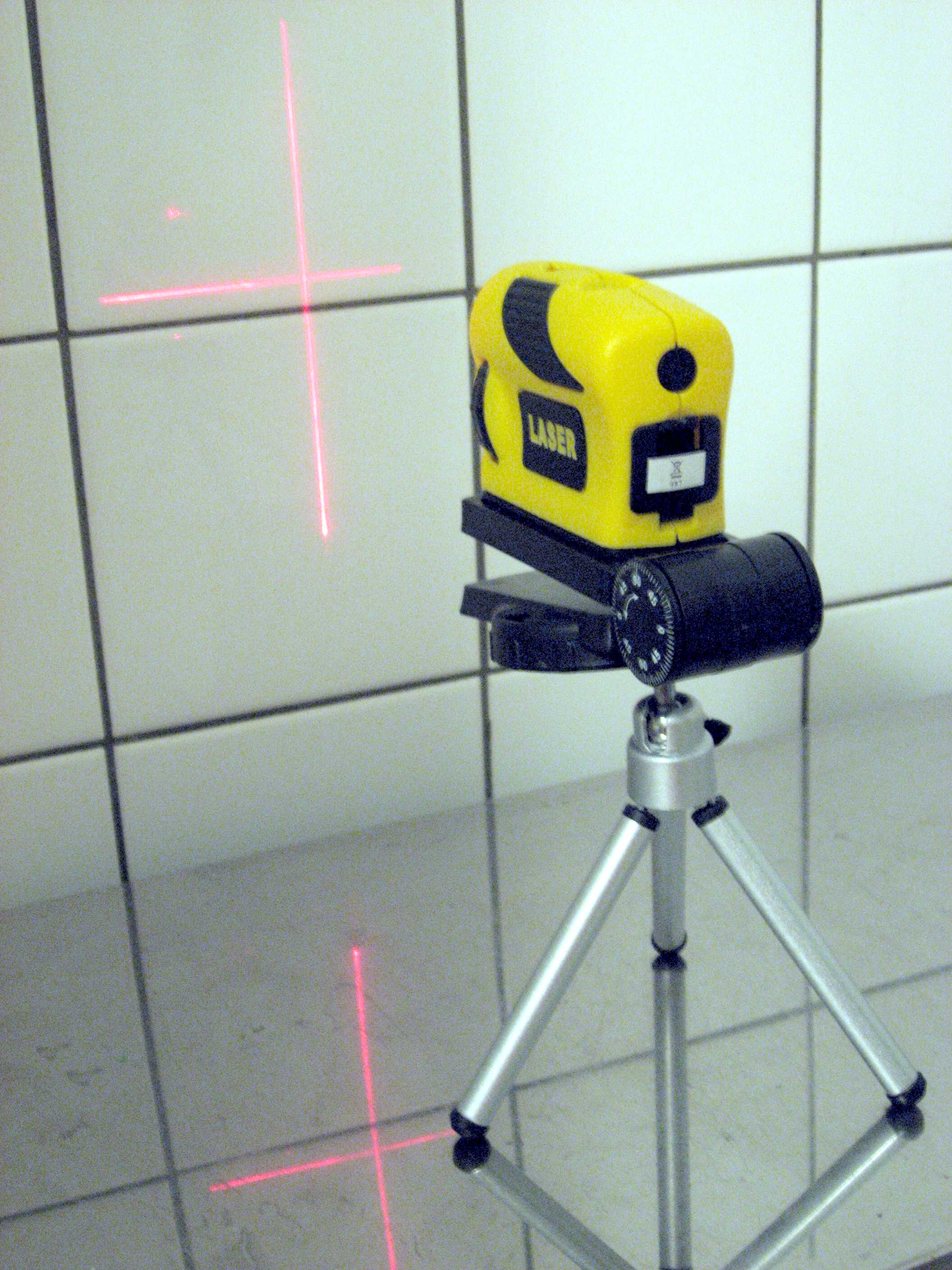
雷射水平儀

雷射水平儀是一種發射紅色雷射線以量度水平及鉛直的測量工具，它們经常安裝於三腳架上，以提供一個虛擬的參考平面，常用於施工和櫥櫃行業。
雷射水平儀發出來的線是絕對筆直的，使得這些線可作取直之用。較先進的雷射線水平儀可精確到0.3毫米/1米，而低端型號就會接近1.5毫米/1米。

## 相關文獻
- （英文）Levels, examples and usage.
- （英文）Checking a level for accuracy